# One Day International

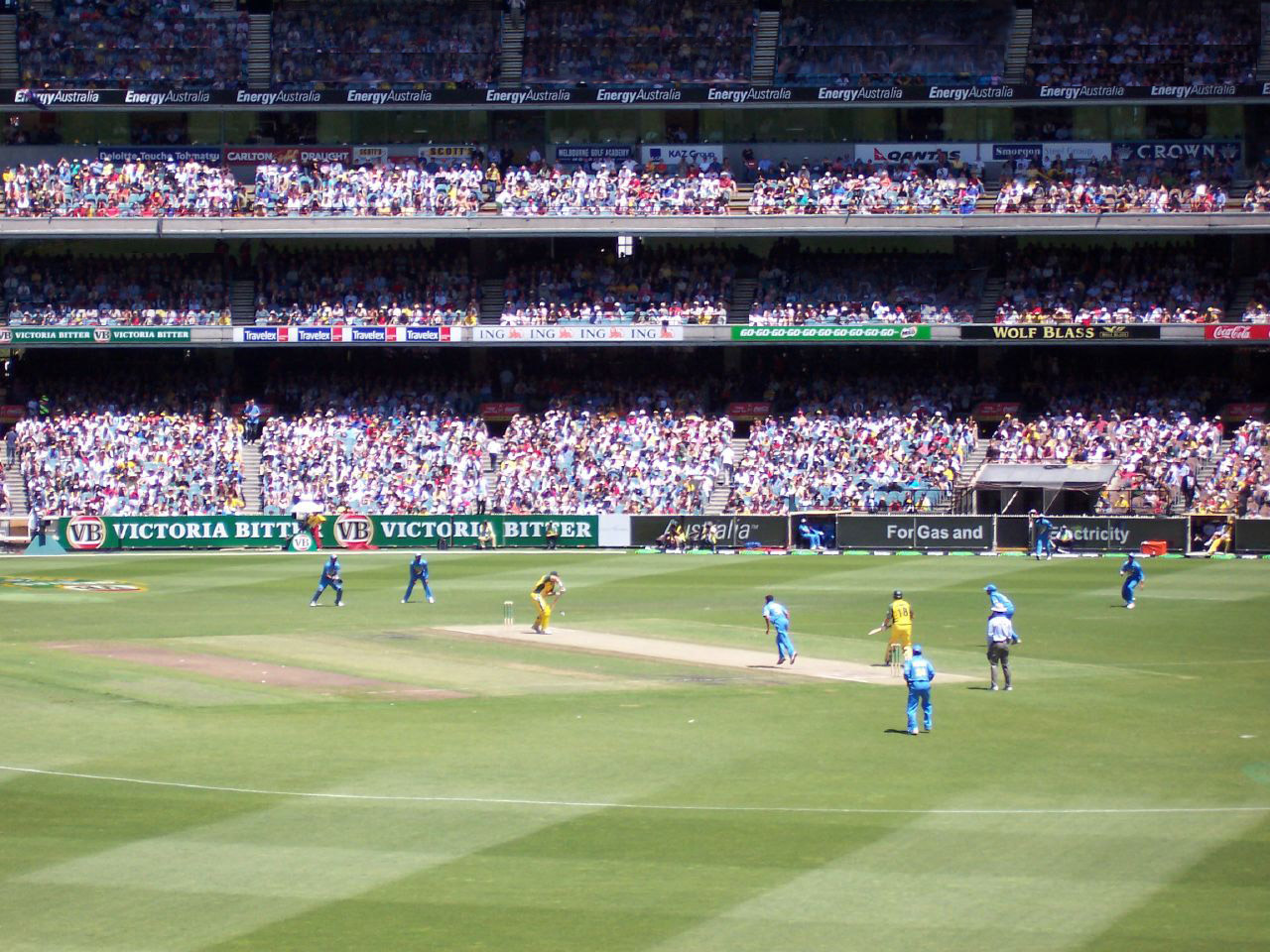
Een One Day International tussen het Australisch elftal en het Indiaas elftal op Melbourne Cricket Ground

One Day International (ODI) is een type eendagswedstrijd in het cricket waarbij 50 overs worden gespeeld tussen twee nationale cricketteams. Onder andere het wereldkampioenschap cricket wordt gespeeld met deze vorm van cricket.
De ODI is een vrij nieuwe ontwikkeling in het cricket: de eerste ODI werd namelijk gespeeld op 5 januari 1971, tussen het Australisch elftal en het Engels elftal. Die wedstrijd kwam voort uit het verregenen van drie dagen van een test-wedstrijd. De umpires besloten vervolgens een verkorte wedstrijd te spelen, één inning per partij met 40 overs van 8 ballen per inning.
ODI's mogen alleen worden gespeeld door landen met een ODI-status. De ICC kent deze status toe en heeft bepaald dat er (peildatum 2020) twintig landen een ODI-status mogen hebben. De twaalf belangrijkste cricketlanden (de testcricketlanden) hebben een permanente ODI-status. Acht landen hebben een tijdelijke status. Landen kunnen een tijdelijke ODI-status verdienen op basis van de prestaties op internationale toernooien; tegenwoordig de World Cricket League en de kwalificatie voor het wereldkampioenschap) en eerder ook via de ICC Trophy. De oorspronkelijke gedachte aan deze tijdelijke status is dat deze landen ervaring op het hoogste niveau kunnen opdoen voordat ze worden benoemd tot test-cricketlanden.

## Landen met een permanente ODI-status

Aangesloten landen van de International Cricket Council:
Full Members met een testcricketstatus (12)
Associate Members met een tijdelijke ODI-status (8)
Ander Associate Members (85)
Voormalige of geschorste landen (7)
Derde landen (15)

De twaalf landen met een permanente ODI-status zijn:
- Afghanistan
- Australië
- Bangladesh
- Engeland
- Ierland
- India
- Nieuw-Zeeland
- Pakistan
- Sri Lanka
- West-Indië
- Zimbabwe
- Zuid-Afrika

## Landen met een tijdelijke ODI-status
De acht landen met een tijdelijke ODI-status tot de WK-kwalificatie in 2022 zijn:
- Schotland
- Verenigde Arabische Emiraten
- Namibië
- Nederland
- Nepal
- Oman
- Papoea-Nieuw-Guinea
- Verenigde Staten

## Landen met een voormalige ODI-status
Overige landen die eerder een ODI-status hadden zijn:
- Bermuda
- Canada
- Hongkong
- Kenia
- Oost-Afrika - zeer tijdelijk; tijdens de deelname aan het WK van 1975 dat door de ICC als ODI-toernooi is erkend: